# Giro d'Italia de 2014
O Giro d'Italia 2014 foi a nonagésima sétima edição da volta ciclística pela Itália (Corsa Rosa). A prova teve 21 etapas definidas, com a particularidade de iniciar-se - especificamente neste ano - fora de seu país sede. As duas primeiras etapas ocorreram na Irlanda do Norte e a terceira etapa finalizou-se em Dublin, na Irlanda. Depois o Giro voltou à Itália, nas 18 etapas restantes. Entre as mesmas, houve 3 dias de descanso, todos às segundas-feiras.

## Equipes
Lista de equipes participantes, já confirmadas :
| Equipes ProTeam (18)- Astana - AG2R La Mondiale - Belkin - BMC Racing Team - Garmin-Sharp - FDJ.fr - Cannondale - Lampre-Merida - Lotto-Belisol - Movistar Team - Omega Pharma-Quick Step - Orica-GreenEDGE - Team Europcar - Giant-Shimano - Katusha - Sky - Tinkoff-Saxo - Trek Factory Racing Equipes profissionais Continentais (4)- Androni Giocattoli-Venezuela - Bardiani CSF - Colombia - Neri Sottoli |
| |

## Notícias
- Logo na primeira etapa, o ciclista irlandês Daniel Martin(GRS), levou um tombo, ao passar por uma espécie de bueiro, cuja tampa cedeu. Martin quebrou a clavícula e abandonou o Giro[7][8].
- O ciclista alemão Marcel Kittel(GIA), abandonou, nesta terça(13/05) o Giro. Alegando problemas de saúde, com uma febre que o atacou já na etapa anterior, Kittel se disse desapontado por ter de abandonar a competição logo em seu início[9].
- A 6ª etapa da prova teve diversas quedas, em virtude do piso molhado, próximo à chegada. No que desponta como o caso mais grave, o italiano Giampaolo Caruso(KAT), teve de ser removido por uma ambulância e foi levado ao hospital com suspeita de fraturas[10][11]. Também na sexta etapa, o espanhol Joaquim Rodríguez(Purito Rodríguez) abandonou o Giro, após uma queda na qual fraturou um dedo e duas costelas[12].
- A 10ª etapa foi marcada por dois abandonos; o australiano Michael Matthews abandonou após cruzar a linha de chegada. Ferido numa queda ocorrida na etapa anterios, Matthews não se recuperou dos ferimentos no dia de descanso e continuou sentindo fortes dores. Já o italiano Elia Viviani, cuja queda sofrida na própria etapa causou ferimentos nas costas, também abandonou o Giro[13].
- Um acidente com a equipe de apoio marcou a 14ª etapa. Uma das motocicletas que fazia as imagens dos ciclistas atropelou um membro da equipe de sinalização, que estava na pista para alertar aos participantes sobre uma curva fechada. Não há informações sobre o estado de saúde desta pessoa[14].

## Rota e etapas
As etapas da prova:
| Etapa | Data        | Percurso                                 | Distância (km)    | Tipo de terreno | Tipo de terreno | Vencedor         |          |
| ----- | ----------- | ---------------------------------------- | ----------------- | --------------- | --------------- | ---------------- | -------- |
| 01    | 09 de Maio  | Belfast - Belfast                        | 21,7 km (13 mi)   |                 | CR Equipes      | OGE              |          |
| 02    | 10 de Maio  | Belfast - Belfast                        | 218,0 km (135 mi) |                 | Plano           | Marcel Kittel    |          |
| 03    | 11 de Maio  | Armagh - Dublin                          | 187,0 km (116 mi) |                 | Plano           | Marcel Kittel    |          |
|       | 12 de Maio  | Descanso                                 | Descanso          | Descanso        | Descanso        | Descanso         | Descanso |
| 04    | 13 de Maio  | Giovinazzo - Bari                        | 121,0 km (75 mi)  |                 | Plano           | Nacer Bouhanni   |          |
| 05    | 14 de Maio  | Tarento - Viggiano                       | 200,0 km (124 mi) |                 | Intermediário   | Diego Ulissi     |          |
| 06    | 15 de Maio  | Sassano - Monte Cassino                  | 247,0 km (153 mi) |                 | Intermediário   | Michael Matthews |          |
| 07    | 16 de Maio  | Frosinone - Foligno                      | 214,0 km (133 mi) |                 | Plano           | Nacer Bouhanni   |          |
| 08    | 17 de Maio  | Foligno - Montecopiolo                   | 174,0 km (108 mi) |                 | Intermediário   | Diego Ulissi     |          |
| 09    | 18 de Maio  | Lugo - Sestola                           | 174,0 km (108 mi) |                 | Intermediário   | Pieter Weening   |          |
|       | 19 de Maio  | Descanso                                 | Descanso          | Descanso        | Descanso        | Descanso         | Descanso |
| 10    | 20 de Maio  | Modena - Salsomaggiore                   | 184,0 km (114 mi) |                 | Plano           | Nacer Bouhanni   |          |
| 11    | 21 de Maio  | Collecchio - Savona                      | 249,0 km (155 mi) |                 | Intermediário   | Michael Rogers   |          |
| 12    | 22 de Maio  | Barbaresco - Barolo                      | 46,4 km (29 mi)   |                 | CR Individual   | Rigoberto Uran   |          |
| 13    | 23 de Maio  | Fossano - Rivarolo Canavese              | 158,0 km (98 mi)  |                 | Plano           | Marco Canola     |          |
| 14    | 24 de Maio  | Agliè - Sacro Monte di Oropa (Biella)    | 162,0 km (101 mi) |                 | Montanha        | Enrico Battaglin |          |
| 15    | 25 de Maio  | Valdengo - Montecampione (Vale Camonica) | 217,0 km (135 mi) |                 | Montanha        | Fabio Aru        |          |
|       | 26 de Maio  | Descanso                                 | Descanso          | Descanso        | Descanso        | Descanso         | Descanso |
| 16    | 27 de Maio  | Ponte di Legno - Val Martello            | 139,0 km (86 mi)  |                 | Montanha        | Nairo Quintana   |          |
| 17    | 28 de Maio  | Sarnonico - Vittorio Veneto              | 204,0 km (127 mi) |                 | Plano           | Stefano Pirazzi  |          |
| 18    | 29 de Maio  | Belluno - Valsugana (Trentino)           | 171,0 km (106 mi) |                 | Montanha        | Julián Arredondo |          |
| 19    | 30 de Maio  | Bassano del Grappa - Cima Grappa         | 26,8 km (17 mi)   |                 | CR Individual   | Nairo Quintana   |          |
| 20    | 31 de Maio  | Maniago - Monte Zoncolan                 | 167 km (104 mi)   |                 | Montanha        | Michael Rogers   |          |
| 21    | 01 de Junho | Gemona del Friuli - Trieste              | 169 km (105 mi)   |                 | Plano           | Luka Mezgec      |          |

## Tabela de Classificação
A disposição das classificações:
| ETAPA | Vencedor         | Classificação Geral | Classificação em Pontos | Classificação em Montanha | Classificação dos Jovens | Troféu Equipe mais rápida | Troféu Super Team |
| ----- | ---------------- | ------------------- | ----------------------- | ------------------------- | ------------------------ | ------------------------- | ----------------- |
| 01    | OGE              | Svein Tuft          | não premiado            | não premiado              | Luke Durbridge           | OGE                       | OGE               |
| 02    | Marcel Kittel    | Michael Matthews    | Marcel Kittel           | Maarten Tjallingii        | Michael Matthews         | OGE                       | OGE               |
| 03    | Marcel Kittel    | Michael Matthews    | Marcel Kittel           | Maarten Tjallingii        | Michael Matthews         | OGE                       | SKY               |
| 04    | Nacer Bouhanni   | Michael Matthews    | Nacer Bouhanni          | Maarten Tjallingii        | Michael Matthews         | OGE                       | GIA               |
| 05    | Diego Ulissi     | Michael Matthews    | Elia Viviani            | Maarten Tjallingii        | Michael Matthews         | AST                       | GIA               |
| 06    | Michael Matthews | Michael Matthews    | Elia Viviani            | Michael Matthews          | Michael Matthews         | BMC                       | GIA               |
| 07    | Nacer Bouhanni   | Michael Matthews    | Nacer Bouhanni          | Michael Matthews          | Michael Matthews         | BMC                       | GIA               |
| 08    | Diego Ulissi     | Cadel Evans         | Nacer Bouhanni          | Julián Arredondo          | Rafał Majka              | BMC                       | TFR               |
| 09    | Pieter Weening   | Cadel Evans         | Nacer Bouhanni          | Julián Arredondo          | Rafał Majka              | OPQ                       | LAM               |
| 10    | Nacer Bouhanni   | Cadel Evans         | Nacer Bouhanni          | Julián Arredondo          | Rafał Majka              | OPQ                       | LAM               |
| 11    | Michael Rogers   | Cadel Evans         | Nacer Bouhanni          | Julián Arredondo          | Rafał Majka              | OPQ                       | LAM               |
| 12    | Rigoberto Urán   | Rigoberto Urán      | Nacer Bouhanni          | Julián Arredondo          | Rafał Majka              | OPQ                       | LAM               |
| 13    | Marco Canola     | Rigoberto Urán      | Nacer Bouhanni          | Julián Arredondo          | Rafał Majka              | OPQ                       | LAM               |
| 14    | Enrico Battaglin | Rigoberto Urán      | Nacer Bouhanni          | Julián Arredondo          | Rafał Majka              | OPQ                       | LAM               |
| 15    | Fabio Aru        | Rigoberto Urán      | Nacer Bouhanni          | Julián Arredondo          | Rafał Majka              | OPQ                       | LAM               |
| 16    | Nairo Quintana   | Nairo Quintana      | Nacer Bouhanni          | Julián Arredondo          | Nairo Quintana           | ALM                       | LAM               |
| 17    | Stefano Pirazzi  | Nairo Quintana      | Nacer Bouhanni          | Julián Arredondo          | Nairo Quintana           | ALM                       | OPQ               |
| 18    | Julián Arredondo | Nairo Quintana      | Nacer Bouhanni          | Julián Arredondo          | Nairo Quintana           | ALM                       | OPQ               |
| 19    | Nairo Quintana   | Nairo Quintana      | Nacer Bouhanni          | Julián Arredondo          | Nairo Quintana           | ALM                       | OPQ               |
| 20    | Michael Rogers   | Nairo Quintana      | Nacer Bouhanni          | Julián Arredondo          | Nairo Quintana           | ALM                       | OPQ               |
| 21    | Luka Mezgec      | Nairo Quintana      | Nacer Bouhanni          | Julián Arredondo          | Nairo Quintana           | ALM                       | OPQ               |
| Final | Final            | Nairo Quintana      | Nacer Bouhanni          | Julián Arredondo          | Nairo Quintana           | ALM                       | OPQ               |